# وولوکولامسک
شهر وولوکولامسک (به روسی: Волоколамск) در کشور روسیه و در اوبلاست مسکو واقع شده‌است.